# 林登·维克托
林登·维克托（英語：Lindon Victor，1993年2月28日—），格林纳达男子田径运动员，2018年英联邦运动会男子十项全能金牌得主、2019年泛美运动会男子十项全能银牌得主、2022年英联邦运动会男子十项全能金牌得主、2023年世界田径锦标赛男子十项全能铜牌得主。